# Josefine Rieks

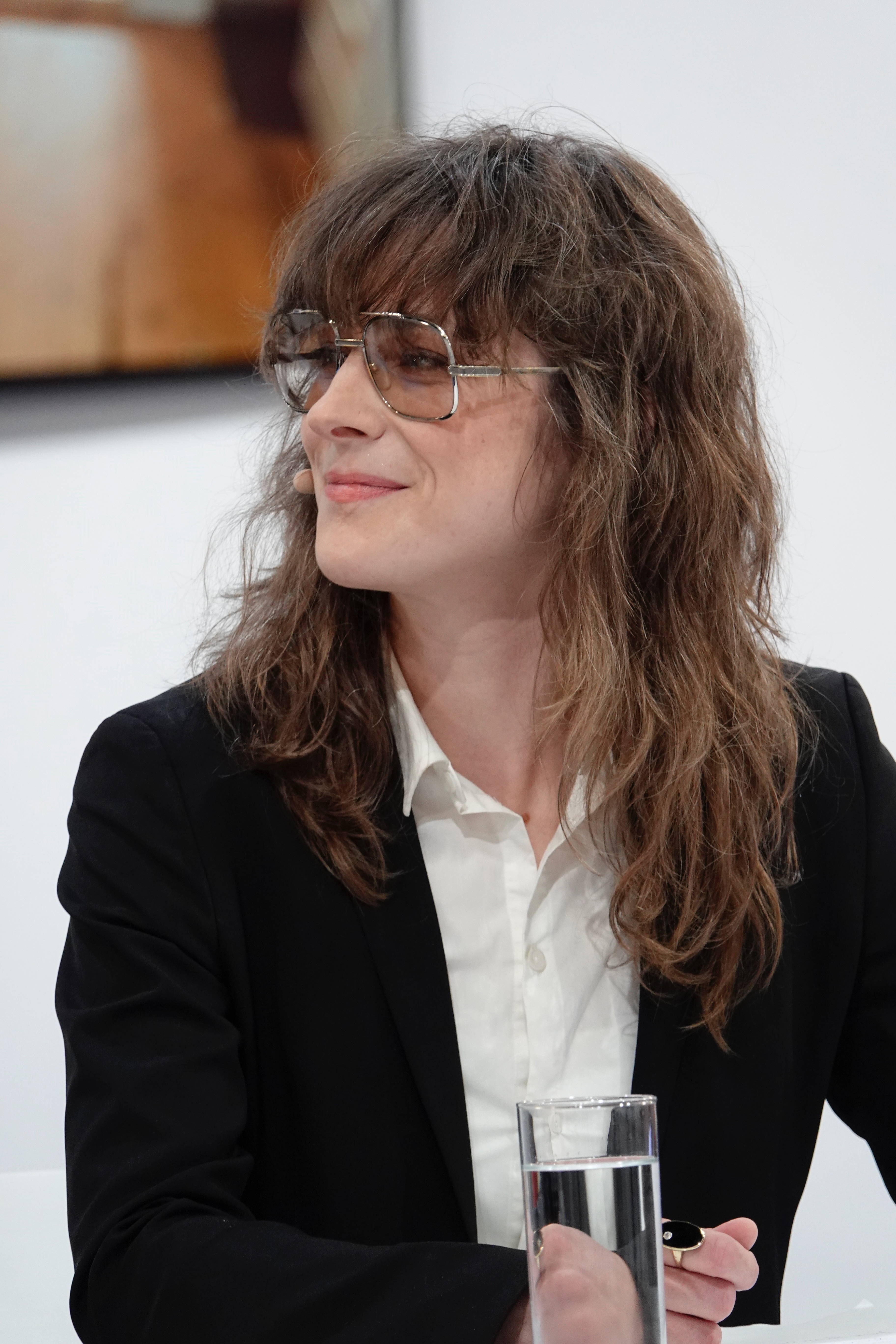
Josefine Rieks 2025

Josefine Rieks (geboren 1988 in Höxter) ist eine deutsche Schriftstellerin.

## Leben und Werk
Josefine Rieks studierte Philosophie und Literaturwissenschaften in Bonn und Berlin sowie Kreatives Schreiben und Kulturjournalismus in Hildesheim.
Ihr erster Roman Serverland erschien 2018 im Carl Hanser Verlag. Er wurde von Der Spiegel zu den wichtigsten Büchern der Saison gezählt und im gesamten deutschsprachigen Feuilleton breit, sowohl mit anerkennendem ("prägnant erdacht" schrieb die Süddeutsche) als auch ungewöhnlich harschem Urteil besprochen (als "junge, überforderte Autorin" bezeichnete Rieks etwa die Zeit.) Der Roman erschien in Buenos Aires bei Adriana Hidalgo Editora in spanischer Übersetzung. 2022 wurde eine Bühnenfassung von den Landungsbrücken Frankfurt (Main) uraufgeführt. Der Westdeutsche Rundfunk produzierte eine zweiteilige Hörspieladaption unter der Regie von Gerrit Booms.
Rieks' zweiter Roman Der Naturbursche erschien 2022 als erste Romanveröffentlichung des von Thomas Maul gegründeten Berliner XS-Verlags. Dieser erhielt in linken Medien, wie Junge Welt und Jungle World, etwas Aufmerksamkeit. Im XS-Verlag erscheint auch ihr drittes Buch "Wenn euch das gefällt.".
Sie schrieb außerdem das Drehbuch zu dem No-Budget-Film Erster Berliner Kunstverein e.V. des Filmemachers Hannes Wesendonk, der bei MUBI gelistet ist.
Seit 2022 betreibt Rieks einen Literatursalon im ersten Bezirk von Wien, zu dem sie unter dem Titel »Josefine Rieks präsentiert: xx« regelmäßig Schriftsteller und Intellektuelle zum Gespräch einlädt, unterstützt von Kulturfördermitteln der Stadt Wien. Josefine Rieks wurde von Philipp Tingler zur Lesung beim Ingeborg-Bachmann-Preis 2025 eingeladen. Dort fiel ihr Auftritt bei der Kritik weitgehend durch, als "Zero-Literature-Text"  bezeichnete ihn Juror Klaus Kastberger. Rieks erhielt als einzige Autorin des Wettbewerbs keinen Punkt der Jurywertung. Der Spiegel allerdings befand: "Der einzige Roman, den man lesen will, ist der von Josefine Rieks." Die FAZ wiederum sah eine überspitzte "Beschreibung von Lifestyle-Frauen mit „Lustkonsum ohne Katharsis“ (Tingler), wobei man dies schon nach einer Seite sehr deutlich verstanden" habe, der Lesering indes „gut gestylte Kapitulation – an eine Gegenwart, die sich in Wohlfühlkritik erschöpft“.
Josefine Rieks lebt in Wien.

## Werke (Romane)
- Serverland, Roman, Carl Hanser Verlag, München 2018, ISBN 978-3-446-25898-3
- Der Naturbursche, Roman, XS-Verlag, Berlin 2022, ISBN 978-3-944503-19-6

## Preise und Stipendien
- 2017: Alfred-Döblin-Stipendium der Akademie der Künste[35]
- 2018: Förderpreis des Landes Nordrhein-Westfalen für junge Künstlerinnen und Künstler[36]
- 2019:  Arbeitsstipendium des Berliner Senats[37]
- 2023: Arbeitsstipendium des Bundesministeriums für Kunst, Kultur, öffentlichen Dienst und Sport, Österreich